# Spiloxene canaliculata
Spiloxene canaliculata là một loài thực vật có hoa trong họ Hypoxidaceae. Loài này được Garside miêu tả khoa học đầu tiên năm 1942.